# Алекс Ї
Алекс Ї (англ. Alex Yee, нар. 18 лютого 1998) — британський тріатлоніст, срібний призер Олімпійських ігор 2020 року.

## Виступи на Олімпіадах
| Олімпіада  | Дисципліна                 | Місце |
| ---------- | -------------------------- | ----- |
| Токіо 2020 | тріатлон, чоловіки         | 2     |
| Токіо 2020 | тріатлон, змішана естафета | 1     |
| Париж 2024 | тріатлон, чоловіки         | 1     |
| Париж 2024 | тріатлон, змішана естафета | 3     |